# Hans Adam von Schöning
Hans Adam von Schöning (Tamsel (Küstrin mellett), 1641. október 1. – Drezda, 1696. augusztus 28.) brandenburgi tábornok.

## Pályafutása
Miután Nyugat- és Dél-Európában nagy utazásokat tett, 1665-ben előbb mint követségi tanácsos, majd mint tiszt a brandenburgi választófejedelem szolgálatába állott. Az 1675-79-es svéd háborúban kitüntette magát Stettin, Rügen és Stralsund elfoglalásánál és ezért 1677-ben tábornokká, 1684-ben Berlin kormányzójává és a testőrség ezredesévé nevezték ki. Ő vezényelte a választófejedelem által I. Lipót német-római császár és magyar királynak segítségére küldött 8000 főből álló brandenburgi hadosztályt a felszabadító 16 éves török háborúban és jelentékeny része volt 1686-ban Budavár visszafoglalásában. 1688-89-ben a franciák ellen küzdött, de 1689-ben Barfus tábornokkal kitört viszálykodása miatt parancsnokságát elveszítette. 1691-ben mint tábornok a szász választófejedelem szolgálatába lépett, de már a következő évben I. Lipót császár parancsára azon ürügy alatt, hogy a franciákkal összeköttetésben állott, elfogták és a Spielbergi várba zárták, ahonnan csak 1694-ben szabadult ki. A börtönben egészsége megromlott, szabadulása után két évvel meghalt.